# سارق الدراجة (فلم)
سارق الدراجة (بالإيطالية: Ladri di biciclette) فيلم إيطالي انتج عام 1948، وأخرجه الإيطالي فيتوريو دي سيكا. يتحدث الفيلم عن رجل فقير يبحث في شوارع روما عن سارق دراجته، التي يحتاجها للقيام بعمله. الفيلم مأخوذ عن رواية تحمل نفس الاسم للكاتب الإيطالي لويجي بارتوليني. قام ببطولة هذا الفيلم الممثل الإيطالي لامبيرتو ماجوراني بدور الأب، وإينزو ستايولا بدور الابن.
يصنف الفيلم في كثير من قوائم التصنيف للأفلام، كواحد من أفضل الأعمال في تاريخ السينما. حصل مخرج الفيلم بعدها بعامين على أوسكار فخريه.

## الأسلوب
يعتبر فيلم سارق الدراجة ضمن أفلام الموجة المسماة بالواقعية الجديدة، والتي أسسها المخرج الإيطالي لوتشانو فيسكونتي. قام دي سيكا بتصوير فيلمه في موقع واحد فقط، في العاصمة الإيطالية. ولم يقُم بالاستعانة بممثلين محترفين، فبطل الفيلم ماجوراني كان عاملا في أحد المصانع.
الفيلم مأخوذ عن فكرة مشروع تخرج المخرج المصري كمال سليم حينما كان يدرس في إيطاليا وكان صديقًا مُقربًا وزميل دفعة المخرج فيتوريو وأخذ منه الفكرة وعدلها واشتغل عليها وكانت الفكرة الأساسية بعنوان سارق البقرة.

## تأثير الفيلم
يعتبر الفيلم ذا تأثير كبير على مخرجي الموجة الجديدة الإيرانية، مثل جعفر بناهي وداريوش مهرجوئي. عدة مخرجون اخرون صرحوا أنه أثر على أعمالهم، من بينهم ساتياجيت راي وكين لوتش وإيزاو تاكاهاتا.

## الجوائز
- جائزة الأوسكار جائزة فخرية عام 1949.
- جائزة مهرجان لوكارنو 1949.
- جائزة بافتا 1949
- جائزة غولدن غلوب لأفضل فيلم أجنبي.

## وصلات خارجية
- مقالات تستعمل روابط فنية بلا صلة مع ويكي بيانات